# Маркин, Сергей Николаевич
Сергей Николаевич Маркин (29 августа 1926, Чита, РСФСР, СССР — 3 февраля 2014, Москва, Российская Федерация) — советский партийный и государственный деятель, председатель Совета Министров Якутской АССР (1979—1989).

## Биография
В 1948 г. окончил Иркутский горно-металлургический институт, в 1974 г. — Высшую партийную школу при ЦК КПСС.
- 1948—1949 гг. — начальник участка, технический руководитель рудника «Флагопитовый» Алданского рудоуправления треста «Союзслюда» Якутской АССР,
- 1949—1950 гг. — заведующий горными работами рудника «Эмельджак» Алданского рудоуправления треста «Союзслюда» Министерства строительства промышленных материалов СССР,
- 1950—1951 гг. — начальник участка Эмельджакского рудоуправления треста «Алданслюда» МВД СССР,
- 1951—1955 гг. — начальник производственно-технического отдела Эмельджакского рудоуправления треста «Алданслюда»,
- 1955—1958 гг. — заведующий промышленно-транспортным отделом Алданского райкома КПСС,
- 1958—1959 гг. — второй секретарь Алданского райкома КПСС,
- 1959—1962 гг. — первый секретарь Алданского райкома КПСС,
- 1962—1966 гг. — заведующий промышленным отделом Якутского обкома КПСС,
- 1966—1970 гг. — первый секретарь Якутского горкома КПСС,
- 1970—1977 гг. — председатель Якутского областного совета профессиональных союзов,
- 1977—1979 гг. — второй секретарь Якутского обкома КПСС,
- 1979—1989 гг. — председатель Совета Министров Якутской АССР. Уделял значительное внимание развитию алмазной, золотодобывающей, угольной и энергетической отраслей промышленности.

Избирался членом Якутского обкома КПСС (1960—1990); членом бюро Якутского обкома КПСС (1966—1989); депутатом Верховного Совета РСФСР 10—11 созывов; депутатом Верховного Совета Якутской АССР 5—11 созывов; делегатом XXIII—XXVII съездов КПСС, XIX Всесоюзной партийной конференции (1988); делегатом XIV съезда профсоюзов и членом ВЦСПС (1972).
Находясь на пенсии, проживал в Москве. Был одним из учредителей ЗАО «Север», активно участвовал в общественной жизни якутской общины столичного региона.
В 2011 году, накануне его 85-летия одному из добытых алмазов компания «АЛРОСА» присвоила имя — «Сергей Маркин», в знак уважения заслуг перед Якутией.

## Награды и звания
Был награждён тремя орденами Трудового Красного Знамени, орденом Дружбы народов, орденом «Знак Почёта» и медалями СССР, Почётной грамотой Президиума Верховного Совета РСФСР.
Имел звание «Заслуженный работник народного хозяйства ЯАССР». В 2002 г. был награждён орденом Республики Саха (Якутия) «Полярная звезда» (2002).
Почётный гражданин г. Якутска (1995).